# Casados no Paraíso
Casados no Paraíso é um reality show português exibido pela SIC de 3 de setembro de 2023 a 7 de janeiro de 2024, com a apresentação de Cláudia Vieira.
O programa trata-se de uma adaptação do spin-off de Married at First Sight (formato que deu origem ao Casados à Primeira Vista), Married at First Sight: Honeymoon Island.

## Formato
Esta nova aventura combina os melhores ingredientes do formato de relacionamentos com o melhor dos formatos de sobrevivência em ilhas exóticas.
Solteiros aventureiros e com vontade de casar, participam num grande evento de speed dating onde se cruzam com potenciais parceiros. Estes encontros são avaliados por especialistas que escolhem os casais que vão entrar na grande aventura que se segue.
Os participantes selecionados voam sozinhos para uma ilha paradisíaca, vestem o seu vestido e fato para casar e sobem ao altar, onde encontram o seu match. Depois de uma cerimónia intimista, cada casal é levado num barco que os abandona numa ilha deserta onde têm apenas uma cabana. Cada casal salta do seu barco e nada até à sua ilha apenas com o que tem no corpo, a roupa com que casaram!
É aqui vão passar as suas primeiras semanas de casados, completamente isolados e apenas com os básicos para a sobrevivência.
Presos na ilha, isolados e confrontados com as forças da natureza, a relação vai crescer num ambiente paradisíaco… mas sobreviverá às adversidades?
Nessas praias remotas, os relacionamentos são postos à prova, pois os casais vivem juntos com poucos recursos. Isolados e sozinhos, a comunicação e a colaboração serão essenciais para sobreviver. Será que uma fuga da vida moderna os aproximará ou será infernal? Isso levará ao amor ou ódio?
Ao longo da vivência a dois, os casais serão surpreendidos com correio marítimo, que chega à praia com ferramentas cruciais para a sobrevivência, mensagens pessoais de casa, algum luxo e muitas surpresas… como convites especiais para visitarem outras ilhas. No final da experiência, os casais separam-se e retornam à civilização, onde devem tomar uma decisão que mudará as suas vidas. Irão renovar o seu compromisso e permanecerão juntos ou seguirão caminhos separados?

## Produção
| Resumo | Resumo       | Episódios    | Episódios    | Originalmente lançado  | Originalmente lançado  |
| Resumo | Resumo       | Episódios    | Episódios    | Estreia da temporada   | Final da temporada     |
| ------ | ------------ | ------------ | ------------ | ---------------------- | ---------------------- |
|        | Ep. Estreia  | Ep. Estreia  | Ep. Estreia  | 3 de setembro de 2023  | 3 de setembro de 2023  |
|        | 1            | 60           | 60           | 4 de setembro de 2023  | 5 de janeiro de 2024   |
|        | Ep. Especial | Ep. Especial | Ep. Especial | 10 de setembro de 2023 | 10 de setembro de 2023 |
|        | Final        | Final        | Final        | 7 de janeiro de 2024   | 7 de janeiro de 2024   |

Anunciada em abril de 2023, trata-se de uma nova experiência social da SIC adaptada a partir do Married at First Sight: Honeymoon Island — spin-off do programa que deu origem ao Casados à Primeira Vista, Married at First Sight. A 17 de maio de 2023, foi revelado que Cláudia Vieira iria apresentar o programa. Iria estrear em junho de 2023, mas por questões orçamentais e para combater os diários do Big Brother 2023, foi adiada para 3 de setembro de 2023. Planeada para ser exibido de segunda à sexta, teve também dois episódios semanais e alguns diários emitidos aos domingos de forma a apresentar o programa e dar-lhe mais visibilidade. Para finalizar o programa, teve mais um episódio semanal emitido a 5 de janeiro de 2024.

## Casais

### Nuno e Elsa
Nuno
- 47 anos
- Viseu
- Administrativo

Valoriza numa mulher uma boa dose de sentido de humor, e inteligência acima de tudo. Com estas qualidades, o aspeto físico não é importante. Sente-se pronto para sobreviver numa ilha deserta, e abrir novamente o seu coração ao amor.

Elsa
- 49 anos
- Valongo
- Coach Espiritual

Procura homens atenciosos, com caráter sólido, humildes e também espiritualmente conscientes.

### Carina e Luís
Carina
- 38 anos
- Almada
- Administrativa

Está solteira há um ano e conta que as relações não têm dado certo já que tem pontaria para homens que acabam por se revelar possessivos. Tem medo de bichos e pânico de baratas. No Paraíso está focada em encontrar um homem respeitador, moreno e com olhos azuis.

Luís
- 38 anos
- Moita
- Cavaleiro

Já viveu nos EUA e até no Dubai. Caracteriza-se como sendo bem-educado e tem no sorriso um dos seus pontos fortes. Toda a vida foi cavaleiro: começou como cavaleiro tauromáquico, mas passou a dedicar-se à equitação. Luís quer muito ser pai e acredita que é no Paraíso que vai encontrar a mulher aventureira que tem procurado.

### Joana e Daniel
Joana
- 31 anos
- Corroios
- Gestora de Produto

Adora viajar e até já foi sozinha ao Egito. Sente que tem de sair da casca, daí estar entusiasmada por este novo desafio. Para encontrar um moreno e que goste de exercício físico, como ela, vai para o Paraíso. Só há um problema: a franja. Como vai secar a franja na ilha?

Daniel Abreu
- 31 anos
- Valença do Minho
- Gestor Logístico de Camiões

Está sucessivamente à procura de novos desafios e dá um grande valor ao culto da imagem. Adora aventuras, mas no que ao amor diz respeito só conta com más experiências. Depois de 4 desgostos amorosos, está pronto para encontrar a tal no Paraíso. As contrariedades das ilhas desertas não o assustam por já ter estado em piores condições.

### Daniel e Cláudia
Daniel Magalhães
- 34 anos
- Braga
- Lojista

Cresceu e viveu em Inglaterra 23 anos. Vem de uma família católica. Tem dois filhos pequenos, fruto de uma relação de 9 anos. É uma pessoa positiva, com mente aberta e acredita que tudo é possível. Adora desportos ligados à Natureza. Procura uma mulher aventureira, leve, que queira arriscar com ele e que não diga palavrões!

Cláudia
- 34 anos
- Penacova
- Terapeuta Holística

É de Penacova, mas vive em Lisboa. Desempenhou funções ligadas ao Marketing, mas decidiu mudar de vida depois ter entrado em burnout. Adora praticar yoga e meditação, mas está sempre pronta para uma loucura. Não precisa de alguém espiritualmente elevado, quer apenas encontrar no Paraíso um homem emocionalmente resolvido.

### Carlos e Sofia
Carlos
- 51 anos
- Valongo
- Motorista de Pesados

Ficou viúvo aos 29 anos, quando a sua esposa faleceu por suicídio, e desde então tem cuidado da sua filha, que agora tem 24 anos. Está à procura de alguém com os mesmos ideais de uma vida pacífica, mas com uma faixa etária não superior a 55 anos. Embora se sinta à vontade para desfrutar de tudo o que o Paraíso tem para oferecer, há um pequeno detalhe: não sabe nadar…

Sofia
- 48 anos
- Caxias

É uma mulher que traz consigo uma história de altos e baixos. Mãe de dois filhos jovens e recentemente separada, a sua vida sofreu mudanças drásticas. Antes, desfrutava de uma vida confortável, mas após o divórcio, o seu mundo começou a desmoronar. Sente-se atraída por homens que irradiam um sorriso encantador, e que mantêm os pés bem assentes na terra. Apaixonada pelo campismo selvagem e de “fazer o amor ao relento”, não há dúvidas que o Paraíso será o seu cenário perfeito.

## Episódios

### Estreia (2023)
| N.º | Título               | Exibição original     | Audiências (share) |
| --- | -------------------- | --------------------- | ------------------ |
| 1   | "Semanal 1: Estreia" | 3 de setembro de 2023 | ASD                |

### Diários (2023-24)
| N.º | Título      | Exibição original      | Audiências (share) |
| --- | ----------- | ---------------------- | ------------------ |
| 1   | "Diário 1"  | 4 de setembro de 2023  | ASD                |
| 2   | "Diário 2"  | 5 de setembro de 2023  | ASD                |
| 3   | "Diário 3"  | 6 de setembro de 2023  | ASD                |
| 4   | "Diário 4"  | 7 de setembro de 2023  | ASD                |
| 5   | "Diário 5"  | 8 de setembro de 2023  | ASD                |
| 6   | "Diário 6"  | 11 de setembro de 2023 | ASD                |
| 7   | "Diário 7"  | 12 de setembro de 2023 | ASD                |
| 8   | "Diário 8"  | 13 de setembro de 2023 | ASD                |
| 9   | "Diário 9"  | 14 de setembro de 2023 | ASD                |
| 10  | "Diário 10" | 15 de setembro de 2023 | ASD                |
| 11  | "Diário 11" | 17 de setembro de 2023 | ASD                |
| 12  | "Diário 12" | 17 de setembro de 2023 | ASD                |
| 13  | "Diário 13" | 18 de setembro de 2023 | ASD                |
| 14  | "Diário 14" | 19 de setembro de 2023 | ASD                |
| 15  | "Diário 15" | 19 de setembro de 2023 | ASD                |
| 16  | "Diário"    | 20 de setembro de 2023 | ASD                |
| 17  | "Diário 17" | 24 de setembro de 2023 | ASD                |
| 18  | "Diário 18" | 24 de setembro de 2023 | ASD                |
| 19  | "Diário 19" | 24 de setembro de 2023 | ASD                |
| 20  | "Diário 20" | 25 de setembro de 2023 | ASD                |
| 21  | "Diário 21" | 26 de setembro de 2023 | ASD                |
| 22  | "Diário 22" | 27 de setembro de 2023 | ASD                |
| 23  | "Diário 23" | 28 de setembro de 2023 | ASD                |
| 24  | "Diário 24" | 29 de setembro de 2023 | ASD                |
| 25  | "Diário 25" | 2 de outubro de 2023   | ASD                |
| 26  | "Diário 26" | 3 de outubro de 2023   | ASD                |
| 27  | "Diário 27" | 4 de outubro de 2023   | ASD                |
| 28  | "Diário 28" | 6 de outubro de 2023   | ASD                |
| 29  | "Diário 29" | 9 de outubro de 2023   | ASD                |
| 30  | "Diário 30" | 10 de outubro de 2023  | ASD                |
| 31  | "Diário 31" | 11 de outubro de 2023  | ASD                |
| 32  | "Diário 32" | 12 de outubro de 2023  | ASD                |
| 33  | "Diário 33" | 13 de outubro de 2023  | ASD                |
| 34  | "Diário 34" | 17 de outubro de 2023  | ASD                |
| 35  | "Diário 35" | 18 de outubro de 2023  | ASD                |
| 36  | "Diário 36" | 19 de outubro de 2023  | ASD                |
| 37  | "Diário 37" | 20 de outubro de 2023  | ASD                |
| 38  | "Diário 38" | 23 de outubro de 2023  | ASD                |
| 39  | "Diário 39" | 24 de outubro de 2023  | ASD                |
| 40  | "Diário 40" | 25 de outubro de 2023  | ASD                |
| 41  | "Diário 41" | 26 de outubro de 2023  | ASD                |
| 42  | "Diário 42" | 27 de outubro de 2023  | ASD                |
| 43  | "Diário 43" | 3 de novembro de 2023  | ASD                |
| 44  | "Diário 44" | 3 de novembro de 2023  | ASD                |
| 45  | "Diário 45" | 8 de novembro de 2023  | ASD                |
| 46  | "Diário 46" | 9 de novembro de 2023  | ASD                |
| 47  | "Diário 47" | 13 de novembro de 2023 | ASD                |
| 48  | "Diário 48" | 16 de novembro de 2023 | ASD                |
| 49  | "Diário 49" | 17 de novembro de 2023 | ASD                |
| 50  | "Diário 50" | 20 de novembro de 2023 | ASD                |
| 51  | "Diário 51" | 22 de novembro de 2023 | ASD                |
| 52  | "Diário 52" | 27 de novembro de 2023 | ASD                |
| 53  | "Diário 53" | 28 de novembro de 2023 | ASD                |
| 54  | "Diário 54" | 5 de dezembro de 2023  | ASD                |
| 55  | "Diário 55" | 11 de dezembro de 2023 | ASD                |
| 56  | "Diário 56" | 12 de dezembro de 2023 | ASD                |
| 57  | "Diário 57" | 19 de dezembro de 2023 | ASD                |
| 58  | "Diário 58" | 20 de dezembro de 2023 | ASD                |
| 59  | "Diário 59" | 2 de janeiro de 2024   | ASD                |
| 60  | "Diário 60" | 5 de janeiro de 2024   | ASD                |

### Especial (2023)
| N.º | Título                | Exibição original      | Audiências (share) |
| --- | --------------------- | ---------------------- | ------------------ |
| 2   | "Semanal 2: Especial" | 10 de setembro de 2023 | ASD                |

### Final (2024)
| N.º | Título             | Exibição original    | Audiências (share) |
| --- | ------------------ | -------------------- | ------------------ |
| 3   | "Semanal 3: Final" | 7 de janeiro de 2024 | ASD                |

## Audiências
O formato estreou no domingo, a 3 de setembro de 2023, tendo alcançado a liderança apenas a partir da segunda metade do programa. Apesar disso, desceu drasticamente ao longo dos restantes episódios aos domingos. No formato diário, alcançou globalmente a liderança e também a vice-liderança.